# Danida
L'Agence danoise pour le développement international (Danida) est l'organisme officiel danois d'aide au développement.
Elle est rattachée au ministère des affaires étrangères du Danemark
(http://www.um.dk/da/menu/Udviklingspolitik/, http://www.um.dk/en/menu/DevelopmentPolicy/DanishDevelopmentPolicy/DanishDevelopmentPolicy).